# Bufo valhallae
Bufo valhallae är en groddjursart som beskrevs av Edmund Meade-Waldo 1909. Bufo valhallae ingår i släktet Bufo och familjen paddor. Inga underarter finns listade.